# Zamek w Zimnych Kątach
Zamek w Zimnych Kątach – zamek, który znajdował się w Zimnych Kątach. Zburzony po 1959 roku.

## Historia
Po wojnach pruskich i napoleońskich miasto Prudnik było zadłużone. Z tego powodu w 1819 sprzedało zamek wraz z Zimnymi Kątami kupcowi Höhlmannowi ze Świdnicy.
W spisach z 1921 i 1937 jako właściciel zamku w Zimnych Kątach notowany był starszy ziemski Max Finsterbusch. Budynek był piętrowy, posiadał trzykondygnacyjną wieżę na planie prostokąta ze spłaszczonym czterospadowym dachem. Przy zamku był park oraz ogród. Cały majątek zajmował powierzchnię 136,4 ha. Po II wojnie światowej zamek nie posiadał już wieży. Od 1959 mieściła się w nim Szkoła Rolniczo-Gospodarcza z internatem, zamknięta w 1967. Opuszczona budowla została rozebrana do fundamentów. W jej miejscu wzniesiono biurowo-mieszkalny budynek Rolniczej Spółdzielni Produkcyjnej. Zachowały się jedynie piwnice, grupa drzew, dawny park oraz pozostałości zabudowy folwarcznej.